# 가브리 가르시아
가브리 프란시스코 가르시아 데 라 토레(1979년 2월 10일 ~ , 스페인어: Gabriel Francisco García de la Torre)는 스페인의 전 축구 선수이다. 현역 시절 포지션은 미드필더였다.

## 축구인 경력

### 선수 경력
1993년 FC 바르셀로나 B팀에 입단하며 선수 생활을 시작한 후 1997-98 시즌에 데뷔전을 치렀으며, 이내 팀에서 핵심 선수가 되었다. B팀에서의 활약으로 바르셀로나 1군으로 승격되어 이후 약 4시즌간 주전 선수로 활약하였으나 잦은 부상 등으로 주전 경쟁에서 밀려나 2006년 6월, AFC 아약스로 이적하였다. 아약스에서 이적 직후 팀의 2006-07시즌 KNVB 컵 우승에 일조하는 등 좋은 기량을 보여주었지만 2008-09시즌 이후 부진을 겪다 2010년 카타르의 움살랄 스포츠 클럽으로 이적하였다.
2011년 7월, 스위스 슈퍼리그의 FC 시옹으로 이적하였다.